# As-Salhijja
As-Salhijja – miasto w Egipcie, w muhafazie Asz-Szarkijja. W 2006 roku liczyło 36 362 mieszkańców.